# WinDVD
WinDVD（ウィン ディーブイディー）は、かつてコーレル（現・アルード）が開発し、日本ではソースネクストが販売していたメディアプレーヤーである。
もともとはInterVideoが開発し、1998年11月に最初のバージョンを発表した。2006年にコーレルがInterVideoを買収し、以後はコーレルのブランドとなった。

## 主な機能
さまざまな動画、音声ファイルの再生が可能で、Proエディション、上位版であるUltimateであれば、それぞれブルーレイも再生できる。
タイムストレッチ
声などのキーを変更せずスピードだけ変えられる（DVDのみ）。
ビデオアップスケーラー
リアルタイムでハイビジョン画質に「アップサンプリング」する機能。バージョン2010まではDVDファイルのみ。バージョン11ではファイルにも実行できる。
新ショートカット
動画再生時にF12キーを押すとタスクバーへ収納する。

## 日本での販売・サポート体制
日本での最初のリリースは、1999年3月にカノープスが日本語ローカライズして発売したものである。
しかしその後、2000年4月からはインフォマジックからも発売が行われた。
しばらくは2社からUIや付属品が少し違う同様の商品が販売されていたが、ブランドイメージの統一と、サポート体制の一元化を目的に契約を解消していく。インフォマジックとの契約は2002年5月末をもって終了し、その後はインタービデオジャパンから販売が行われる。カノープスとの契約も2003年4月10日をもって終了したことで、インタービデオジャパンがすべての販売とサポートを行う体制となった。
その後、2006年以降はインタービデオジャパンを吸収合併したコーレルから販売されていた。
2012年10月からはリテールパッケージの販売をイーフロンティアが行うようになる。この契約は2015年に解消され、その後は再びコーレルが販売した。
イーフロンティアと並行して、2012年からは開発および販売のライセンスの供給を受けたsMedioからも販売されていたが、2018年に解消し、再びコーレルに一本化された。
その後、2019年12月からはソースネクストが独占販売権を取得し、ソースネクストから販売されるようになった。ただし、コーレルのサイトでの直販のみ、継続してコーレルから提供され続けた。
2023年4月30日、ソースネクストは販売を終了し、その後はコーレルのサイトでのみ継続して販売が続けられたが、2025年3月末を以てアルード（旧・コーレル）の製品サポートそのものも終了となった。

## バージョン履歴
WinDVD
1998年11月発表。
1999年3月9日、カノープスが日本語版を発表、1999年3月下旬から発売。
1999年8月、カノープスがWindows NT 4.0に対応したリリース4を出荷開始。
WinDVD 2K
1999年11月発表。
1999年12月20日、カノープスが日本語版「WinDVD 2000」を発表、2000年1月末から発売
2000年4月28日インフォマジックから「WinDVD Millennium」発売。WinDVD 2000との違いは、ワイヤレスリモコンの有無とインターフェイスのデザインが若干変更されていることで、基本的には同じソフトである。
2000年9月末カノープスから「WinDVD DH」発売。内部バージョンは2.2。
2000年11月22日、インフォマジックから「WinDVD Arena」発売。内部バージョンは2.3。
WinDVD 3
2001年5月下旬カノープスから「WinDVD 3.0」発売
2001年5月25日インフォマジックから「WinDVD ARENA 2」発売
WinDVD 4
2002年5月8日、InterVideoから英語版が発売。
2002年5月29日、インタービデオジャパンから日本語版が発売
2002年8月7日、リモコンが付属する「WinDVD4 リモコン版」がインタービデオジャパンから発売
2002年5月20日、カノープスから「WinDVD 4 Premium」が発売
2002年12月6日、WinDVD4をベースに、ドルビー・バーチャル・スピーカー機能を追加した「WinDVD DVS」をインタービデオジャパンから発売
2003年4月25日、最上位版「WinDVD 4 Platinum」をインタービデオジャパンから発売。
2003年6月27日、リモコンが付属する「WinDVD Platinum リモコン版」をインタービデオジャパンから発売
2003年11月14日、一部機能を削った廉価版「WinDVD Personal」をソースクストから発売
WinDVD 5
2003年6月17日、InterVideoから英語版が発売。
2003年7月25日、インタービデオジャパンから日本語版が発売
2003年9月5日、インタービデオジャパンから「WinDVD5 Platinumリモコン版」発売
WinDVD 6
2004年6月18日発売
WinDVD 7
2005年6月24日発売
WinDVD 8
2006年6月30日発売。
このバージョンからHD DVDに対応。
2006年11月17日エントリー版「WinDVD 8 Gold」を発売
WinDVD 9
2007年12月25日発売スタンダード版の「WinDVD 9」とBlu-ray DiscやHD DVDの再生に対応した「WinDVD 9 Plus」の2つのラインナップ。
WinDVD 2010
2009年10月16日発売。スタンダード版の「WinDVD 2010」とBD再生に対応した「WinDVD Pro 2010」の2つのラインナップ。Pro版はBD-Liveにも対応。このバージョンからHD DVDは非サポート。
WinDVD 2010の最終アップデートは2010年2月3日リリースのサービスパック 2。
WinDVD Pro 2010の最終アップデートは2011年12月23日リリースのサービスパック 7。
2017年2月15日でBD再生に必要なAACSキーの配布を終了した。
WinDVD 11
2011年9月13日、コーレルから発売。スタンダード版の「Corel WinDVD 11」とBlu-ray 3Dにも対応した上位版「Corel WinDVD Pro11」の2つのラインナップ。
2012年12月21日、sMedioからWindows 8に対応した「sMedio WinDVD 11 for Windows 8」が発売。コーレルとイーフロンティアから発売されたWinDVD 11のWindows 8対応は未定と発表され、sMedioのサイトではコーレル版からsMedio版への有償アップグレードが販売された。
2013年6月28日、コーレルとイーフロンティアが販売したWinDVD 11に対して、sMedio版への無償アップデートが提供され、Windows 8に対応した。しかし、コーレルのサイトからはsMedio版への無償アップデートが提供されている一方で、sMedioのサイトではコーレル版からの有償アップグレードが継続販売されるという不可解な状態が続いた。
2014年1月17日、イーフロンティアから販売されるパッケージがWindows 8対応版としてリニューアル。
2016年6月23日にリリースされたサービスパック 7のアップデートで、コーレルの名義と再び変更になった。
サポートされているIntel CPUは11世代までで、12世代以降のCPUでの動作はサポートされていない。
WinDVD 11の最終アップデートは2016年6月23日リリースのサービスパック 7。
WinDVD Pro 11の最終アップデートは2021年4月28日リリースのサービス パック 10。
sMedio WinDVD 4K
WinDVD 11をベースに4K再生に対応したバージョン。
2017年8月23日、sMedioから発売。sMedioが販売したWinDVD 11の購入者に対しては無償アップデートが提供された。
2018年9月末で販売終了。
2019年1月、サポートをコーレルへ移管し、sMedioとしては終了。
WinDVD 12
2016年11月9日ダウンロード版発売。パッケージ版は2017年1月20日発売。「WinDVD Pro 12」と「WinDVD Ultimate 12」の2つのラインナップ。
WinDVD Ultimate 12は、WinDVD Pro 12にインターネット動画ダウンロードソフト「チューブとニコニコ、録り放題 4」が付属したもの。
2019年12月2日からソースネクストがWinDVD Proの日本における独占販売権を取得し、ソースネクストによるダウンロード版が発売。
4KビデオやH.265の再生に対応した。
2023年4月30日、ソースネクストによる販売が終了、コーレルによる法人向けライセンス版の販売も終了。
コーレルによる個人向けダウンロード販売のみしばらく継続されたが、2023年9月30日で販売終了。
2024年2月末でソースネクストはサポートを終了した。
最終アップデートは2021年4月28日リリースのサービス パック 8。
2025年3月末でアルード（旧・コーレル）は製品そのもののサポートを終了。名実共にWinDVDシリーズの発売開始から通算26年半の歴史に幕を下ろした形となった。

## LinDVD
InterVideoは、Linux版にあたる LinDVDを開発し、OEM出荷もしていた。